# 훈 (가수)
훈(본명: 여훈민, 1991년 8월 16일 ~ )은 대한민국의 가수 겸 배우이며 현재 댄스 팝 음악 그룹 유키스(U-KISS)의 보컬리스트이다.

## 학력
- 창현초등학교
- 마석중학교
- 평내고등학교
- 동국대학교 연극영화과 졸업

## 출연작

### 드라마
- 《아테나: 전쟁의 여신》 (2010년, SBS) - 대통령 경호원 역
- 《홀리랜드》 (2012년, Super Action) - 강태식 역
- 《예쁜 남자》 (2014년, KBS2) - 김대식 역
- 《우리집 꿀단지》 (2016년, KBS1) - 안수호 역
- 《이름 없는 여자》 (2017년, KBS2) - 짱구 역
- 《조선에서 왓츠롱》 (2018년, 네이버 TV) - 황준혁 역

### 영화
- 《나만 보이니》 (2021년) - 인현 역

1. ↑  걸스데이 전멤버.